# Noyau suprachiasmatique
Le noyau suprachiasmatique (NSC) est une structure médiane bilatérale du cerveau d'environ 0,5 × 0,1 centimètre comprenant environ 20 000 cellules et située dans l'hypothalamus, juste au-dessus du chiasma optique. Il est responsable du contrôle des rythmes circadiens. Les activités neuronales et hormonales qu'il génère régulent différentes fonctions dans un cycle circadien (de 24 h). Le NSC interagit avec de nombreuses régions dans le cerveau. Il contient différents types cellulaires et sécrète différents peptides (comme la vasopressine et le peptide vasoactif intestinal), ainsi que différents neurotransmetteurs.

## Anatomie
Le noyau suprachiasmatique est situé dans la partie antérieure de l'hypothalamus, juste au-dessus du chiasma optique et des deux côtés du troisième ventricule.
Le noyau suprachiasmatique est commandé par une petite voie nerveuse, la projection rétinohypothalamique (RH), qui relie ce noyau au tractus optique, situé juste en dessous de lui.

## Physiologie
De nombreux aspects du comportement des mammifères comportent un rythme circadien (le sommeil, l'activité physique, la vigilance, les taux d'hormones, la température du corps, les fonctions immunitaires et la digestion). Le NSC contrôle les rythmes circadiens. Dans le cas du sommeil, par exemple, la durée totale est maintenue chez les rats avec une lésion du NSC mais la durée et l'organisation des phases de sommeil deviennent imprévisibles. En effet, ce rythme circadien est perdu lors de l'ablation du NSC. Le NSC contrôle des « oscillateurs esclaves » dans les tissus périphériques, qui montrent leur propre rythmicité de 24 heures mais qui se synchronisent avec le NSC.
Le NSC reçoit des informations depuis des cellules ganglionnaires photosensibles sur la rétine, via le tractus rétinohypothalamique. Les neurones dans le NSC ventrolatéral ont la capacité d'avoir une expression génique induite par la lumière.
Les cellules ganglionnaires contenant de la mélanopsine dans la rétine ont une connexion directe au NSC ventrolatéral (NSCvl) par le tractus rétinohypothalamique. Si la lumière est allumée la nuit, le NSCvl relaie cette information par le NSC par un processus appelé entraînement. On pense que les neurones dans le NSC dorsomédial ont un rythme endogène de 24 heures (chez l'humain environ 24 heures et 11 minutes) qui peut persister même en cas d'obscurité permanente. Un mécanisme GABAergique couple les régions ventrale et dorsale dans le NSC.
Le NSC concentre les diverses stimulations (par les yeux ou la peau) de modification de la luminosité de l'environnement, ce qui l'aide à se resynchroniser. Des perturbations peuvent entraîner des troubles du rythme circadien du sommeil.
Le NSC envoie des informations vers d'autres noyaux de l'hypothalamus et vers la glande pinéale pour moduler la température du corps et la production d'hormones comme le cortisol et la mélatonine. Il y aura alors libération (ou non) de mélatonine par la glande pinéale lorsque la luminosité est faible ou nulle ; chez les mammifères le principal stimulateur circadien est situé dans le noyau suprachiasmatique.

## Chez les vertébrés
Les gènes Clock (Clk) et Period2 (Per2) font partie des gènes les mieux décrits parmi ceux impliqués dans le contrôle du rythme circadien dans les cellules du NSC.